# Kvalifikation til VM i fodbold 2010, CONCACAF
Kvalifikation til VM i fodbold 2010, CONCACAF omfatter kvalifikationen af hold fra CONCACAF (Nord- og Mellemamerika samt Caribien) til slutrunden om VM i fodbold 2010. Fra CONCACAF kvalificerede tre hold sig direkte til VM-slutrunden og derudover fik yderligere ét hold endnu en chance, idet det skulle spille en interkontinental playoff-match mod et hold fra CONMEBOL (Sydamerika) om en plads ved slutrunden.
Alle CONCACAF's 35 medlemslande deltog i kvalifikationsturneringen, der forløb over fire runder.

## Seedning
Inden lodtrækningen til kvalifikationen var der foretaget en seedning af deltagerne i seks lag. 
| Lag A (direkte i 2. runde) (Seedet 1-3) | Lag B (direkte i 2. runde) (Seedet 4-6) | Lag C (direkte i 2. runde) (Seedet 7-12) |
| --------------------------------------- | --- | --- |
| - Mexico - USA - Costa Rica             | - Honduras - Panama - Trinidad og Tobago | - Jamaica - Cuba - Haiti - Guatemala - Canada - Guyana |
| Lag D (direkte i 2. runde) (Seedet 13)  | Lag E (1. runde) (Seedet 14-24) | Lag F (1. runde) (Seedet 25-35) |
| - Saint Vincent og Grenadinerne         | - Barbados - Surinam - Bermuda - Antigua og Barbuda - Saint Kitts og Nevis - Dominikanske Republik - El Salvador - Bahamas - Nicaragua - Grenada - Saint Lucia | - Turks- og Caicosøerne - Nederlandske Antiller - Britiske Jomfruøer - Dominica - Caymanøerne - Puerto Rico - Anguilla - Belize - Amerikanske Jomfruøer - Montserrat - Aruba |

## Første runde
De 22 hold, der var seedet 14-35, deltog i første runde. Hvert af holdene fra seedningslag E mødte et hold fra seedningslag F i to kampe (ude og hjemme), og den samlede vinder fra hver af disse møder fortsatte til anden runde. Kampene 
| Hold 1                | Hold 2                | Samlet | 1.kamp  | 2.kamp    |
| --------------------- | --------------------- | ------ | ------- | --------- |
| Dominica              | Barbados              | 1-2    | 1-1     | 0-1       |
| Turks- og Caicosøerne | Saint Lucia           | 2-3    | 2-1     | 0-2       |
| Bermuda               | Caymanøerne           | 4-2    | 3-1     | 1-1       |
| Aruba                 | Antigua og Barbuda    | 0-4    | 0-3     | 0-1       |
| Belize                | Saint Kitts og Nevis  | 4-2    | 3-1(1.) | 1-1       |
| Bahamas               | Britiske Jomfruøer    | 3-3(u) | 1-1     | 2-2(2.)   |
| Dominikanske Republik | Puerto Rico           | 0-1    | (3.)    | 0-1(e.t.) |
| Amerikanske Jomfruøer | Grenada               | 0-10   | (3.)    | 0-10      |
| Surinam               | Montserrat            | 7-1    | (4.)    | 7-1       |
| El Salvador           | Anguilla              | 16-0   | 12-0    | 4-0(5.)   |
| Nicaragua             | Nederlandske Antiller | 0-3    | 0-1     | 0-2       |

Noter til tabellen:
1. Spillet i Guatemala
2. Begge kampe blev spillet på Bahamas
3. Kun én kamp, da der ikke var tilstrækkeligt gode stadions
4. Spillet som én kamp på Trinidad & Tobago, da ingen af holde havde tilstrækkeligt gode stadions
5. Spillet i USA

## Anden runde
Tekst mangler, hjælp os med at skrive teksten

## Tredje runde
Tekst mangler, hjælp os med at skrive teksten

## Fjerde runde
I fjerde runde spillede de seks kvalificerede hold fra tredje runde i et gruppespil, hvor de tre øverstplacerede hold kvalificerede sig direkte til VM-slutrunden (markeret med grøn), mens nummer fire (markeret med orange) gik videre til interkontinental playoff-kampe mod nr. 5 fra CONMEBOL's gruppespil.
| Plac. | Hold            | K  | V | U | T | Mål | Mål | Mål | Point |
| ----- | --------------- | -- | - | - | - | --- | --- | --- | ----- |
| 1.    | USA             | 10 | 6 | 2 | 2 | 19  | -   | 13  | 20    |
| 2.    | Mexico          | 10 | 6 | 1 | 3 | 18  | -   | 12  | 19    |
| 3.    | Honduras        | 10 | 5 | 1 | 4 | 17  | -   | 11  | 16    |
| 4.    | Costa Rica      | 10 | 5 | 1 | 4 | 15  | -   | 15  | 16    |
| 5.    | El Salvador     | 10 | 2 | 2 | 6 | 9   | -   | 15  | 8     |
| 6.    | Trinidad & Tob. | 10 | 1 | 3 | 6 | 10  | -   | 22  | 6     |

| Fodbold | Spire Denne artikel om en fodboldturnering er en spire som bør udbygges. Du er velkommen til at hjælpe Wikipedia ved at udvide den. |